# 肖建春
肖建春（1957年1月—），男，黑龙江宾县人，中华人民共和国政治人物。

## 生平
1977年至1979年，双城农业学校农学专业出身。1982年3月至1983年9月，任中共宾县松江镇党委副书记、镇长。1993年9月，担任宾县副县长。1995年11月至1997年10月，任宾县县委副书记。1997年10月至2000年6月，任宾县县委副书记、县长。2000年6月至2006年11月，任五常市委书记。2006年11月至2008年3月，任绥化市委常委、副市长。2008年3月至2011年4月，任绥化市委副书记、市长。2011年4月至2015年7月，任中共大兴安岭地委书记。2015年7月至2017年3月，任黑龙江省林业厅党组书记。2017年8月，接受组织审查。